# Edith Klep
Edith Klep-Moerenhout (Steenbergen, 30 januari 1976) is een Nederlands voormalig wielrenster. Zij is getrouwd geweest met wielrenner Koos Moerenhout. Ze werd tweemaal derde bij de wegwedstrijd op het Nederlands kampioenschap wielrennen en nam meerdere malen deel aan het wereldkampioenschap wielrennen.

## Belangrijkste overwinningen
1998
- 2e etappe Ster van Zeeland

2000
- Dernycriterium Kortenhoef